# Johann Friedrich von Anhalt-Zerbst
Johann Friedrich von Anhalt-Zerbst (* 14. Juli 1695 in Dornburg; † 11. Mai 1742 in Schaffhausen) aus dem Haus der Askanier war ein Prinz von Anhalt-Zerbst aus der Dornburger Linie und kaiserlicher General.

## Leben
Johann Friedrich war ein Sohn des Fürsten Johann Ludwig I. von Anhalt-Zerbst (1656–1704) aus dessen Ehe mit  Christine Eleonore (1666–1669), Tochter des Vollrath von Zeutsch. Er und seine Geschwister wurden 1698 durch Kaiser Leopold I. in den Reichsfürstenstand erhoben. Früh verwaist, wurde er unter Vormundschaft seines Onkels Karl Wilhelm gestellt, der ihn zur Erziehung an den Hof von Gotha schickte. Im Rahmen seiner Grand Tour nahm er an den Krönungsfeierlichkeiten von Georg I. in London teil.
Im Jahr 1715 trat er als Oberst in gothaische Kriegsdienste und wurde hier Präsident des geheimen Kriegsrates. Er nahm an der Spitze der Gothaer Truppen am Türkenfeldzug in Ungarn teil und wechselte auf Empfehlung des Prinzen Eugen in kaiserliche Dienste. Im Krieg des Reiches gegen Frankreich wurde Johann Friedrich 1734 Generalwachtmeister. Er bewährte sich im Italienfeldzug und wurde im Jahr darauf Generalfeldmarschallleutnant. Nach dem Friedensschluss gab er seinen Militärdienst auf und zog sich in die Schweiz zurück, wo er in Schaffhausen und Lausanne lebte.
Johann Friedrich war vermählt mit Cajetana von Sperling, der Tochter eines kurländischen Hauptmanns, die wegen der Vermählung zum lutherischen Glauben konvertiert war. Die Ehe blieb kinderlos. Johann Friedrich ist in der Zerbster Bartholomäikirche bestattet.